# 拓跋謂
拓跋謂（?—?），追尊魏烈帝拓跋翳槐第四子，北魏宗室、官员。

## 生平
拓跋谓宽厚雅致有军事谋略，经常跟随魏道武帝拓跋珪征讨，立下功勋，出任武卫将军。

## 魏书拓跋谓传记的勘误
首都师范大学特聘教授张金龙认为，《魏书》中拓跋谓的传记从“后谢老归家”至“赐秘器”为传抄或补阙之误，理由有三
1、太祖道武帝在位时间为公元386年至409年，显祖献文帝在位时间为公元465年至471年/476年，其间相隔半个多世纪，拓跋谓不可能随魏道武帝征战而直到魏献文帝时才能谢老归家，并受到魏献文帝的礼遇。考之史传，魏道武帝时元老大臣无一人能仕至魏献文帝时期，即为有力佐证。 
2、拓跋谓为烈帝第四子，烈帝拓跋翳槐为平文帝拓跋郁律长子，北魏太祖拓跋珪的祖父拓跋什翼犍是拓跋郁律次子，拓跋什翼键于公元376年12月去世，时年五十七岁，则其出生于公元320年，拓跋谓之父拓跋翳槐生年必早于320年，以315年估算，他死于公元339年。那么拓跋翳槐的儿子拓跋谓生年不得晚于公元339年，以335年估算。以此年龄推算，拓跋谓绝不可能在出生130年后才“谢老归家”。
3、根据史传书法，拓跋谓在太祖时已官至武卫将军，不可能经太宗、世祖、高宗三代半个多世纪无任何政治活动，可知此列传书法不合常理，必有误。 
查看《魏书》此传下文，拓跋谓之孙兴都传，文云:(乌真)子兴都……显祖初，以子丕贵重，进爵乐城侯。谢老归家，显祖益礼之，赐几杖服物，致膳于第。其妻娄氏，为东阳王太妃，卒，追赠定州刺史、河间公，谥曰宣。
两段文字几乎完全相同。很显然前者是在传抄或排版时致误，后人失察，使其一直沿袭下来。中华书局点校本《魏书》亦未将其校出。另外，《魏书·神元平文诸帝子孙列传》早已散佚，“后人补以《北史》，又取《高氏小史》附益之”。考《北史》卷一五《魏诸宗室传》对照，两者文字几乎完全相同，只是《北史》拓跋谓传只“武卫将军谓……除武卫将军”一段文字，并无《魏书》多出的一段文字，足证《魏书》之误。《魏书》本段衍文也有补阙者失察而附益之以致误。本段衍文无疑应予删去。

## 家庭

### 子
- 拓跋烏真，鉅鹿郡太守

## 延伸阅读
[在维基数据编辑]
 《魏書·卷14》，出自魏收《魏书》